# Icknield Street

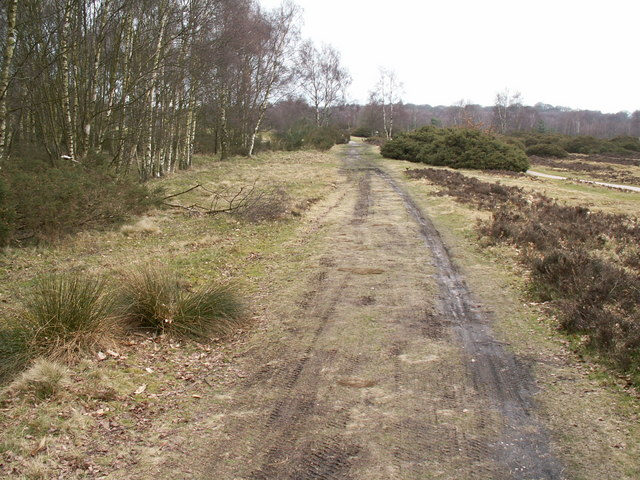
Zachovalá část silnice v Suttonském parku

Icknield Street také známá jako Ryknild Street je římská silnice ve Velké Británii, která vede od Fosse Way v Bourtonu on the Water v hrabství Gloucestershire do Templeborough v hrabství Jižní Yorkshire. Vede přes Alcester, Studley, Redditch, Metchley Fort, Birmingham, Lichfield a Derby.
Původně se silnici říkalo Icknield Street, ale poté získala jméno Ryknild Street, když ji ve dvanáctém století špatně pojmenoval Ranulf Higdon, chesterský mnich píšící v roce 1344 svoje dílo Polychronicon.
Na přelomu devatenáctého a dvacátého století začal projekt Victoria County History, který se snaží encyklopedicky popsat historii všech historických hrabství Anglie. V rámci tohoto projektu psal Harvefield o Warwickshire a píše zde i o Ryknild Street, přičemž vyjadřuje pochybnost, zda vůbec doopravdy nesla silnice původně jedno z jmen, a dává přednost jménu Ryknild, neboť ho nepovažuje za o nic méně správné než Icknield. Zároveň si je vědom, že se má jednat o jinou Icknield než tu v Oxfordshiru a Berkshiru. Ve jméně je důležitá i část Street, protože v Británii existuje i starší Icknield Way, která pochází z doby železné a vede z Norfolku do Dorsetu.
Zachovalou část původní Icknield Street si lze prohlédnout v Suttonském parku v Birminghamu.